# L'Invitation (film, 2016)
Pour les articles homonymes, voir L'Invitation.
Pour plus de détails, voir Fiche technique et Distribution.
L'Invitation est un film français réalisé par Michaël Cohen et sorti en 2016. Il est adapté de la bande dessinée L'Invitation de Jim et Dominique Mermoux.

## Synopsis
Raphaël, un homme qui « regarde sa vie passer », et son meilleur ami Léo, joueur et fêtard, vont vivre de folles aventures jusqu'à finir au commissariat.

## Fiche technique
- Réalisateur : Michaël Cohen
- Scénario :  Lena Coen, Dan Coen, Michaël Cohen et Nicolas Bedos, d'après la bande dessinée de Jim et Dominique Mermoux
- Production : MR Production, Orange Studio, en association avec Cofinova 12
- Distributeur : Légende distribution
- Durée : 90 minutes
- Date de sortie : 9 novembre 2016

## Distribution
- Nicolas Bedos : Léo
- Michaël Cohen : Raphaël
- Camille Chamoux : Hélène
- Gustave Kervern : Philippe
- Anne Charrier : Mathilde
- Nader Boussandel : Luc
- Michaël Abiteboul : Chewbacca
- Gwendolyn Gourvenec : Claire
- Nina Gary : Charlie
- Jean-Pierre Malo : l'inspecteur
- Jérôme Kircher : le type du bar
- Bernie Bonvoisin : le routier
- Caroline Anglade : Marjorie
- Patrick Préjean : le père de Raphaël

## Production

### Musique
La bande originale du film est constituée de plusieurs chansons interprétées par différents artistes.
1. T'es venu par Nicolas Bedos, Michaël Cohen - 0:04
2. La Bambola par Patty Pravo - 3:06
3. Connected par Stereo MC's - 5:13
4. Le cimetière par Alexis Rault - 0:53
5. True Love par Balthazar - 5:25
6. L'appel par Alexis Rault - 1:10
7. Une vache qui regarde passer les trains par Camille Chamoux - 0:19
8. J'ai roulé mon âme par Philippe Sarde - 1:10
9. L'hippopodame par Serge Gainsbourg - 1:44
10. L'invitation par Alexis Rault - 1:37
11. Zouk la ce sel médicament nou ni par Kassav' - 6:24
12. Days of Pearly Spencer par Keren Ann, Lewis Evans - 2:31
13. Léo s'en va par Alexis Rault - 1:01
14. Bunker par Balthazar - 4:51
15. Tu vas jamais me croire par Nicolas Bedos - 0:17